# John Ashcroft
John David Ashcroft, född 9 maj 1942 i Chicago, Illinois, är en amerikansk politiker (republikan). Han var USA:s justitieminister från 2001 till 2005, under president George W. Bushs första mandatperiod. Han var dessförinnan ledamot av senaten (1995–2001) och guvernör i delstaten Missouri (1985–1993). Ashcroft är djupt religiös och tillhör kyrkan Assemblies of God, en förgrening av Pingströrelsen.
Ashcroft utexaminerades 1964 från Yale University och avlade 1967 juristexamen vid University of Chicago.
Han sjunger också i en trio tillsammans med två medlemmar av kongressen.